# Artemidor (metge)
Artemidor (en grec Άρτεμιδωρος, en llatí Artemidorus) va ser un metge grec esmentat per Celi Aurelià que va néixer a Side a Pamfília. Va ser deixeble del famós metge i anatomista Erasístrat.
Va viure segons es pot deduir entre els segles III i II aC. És probablement el mateix metge de nom Artemidor que és esmentat per Galè, encara que segurament no és el mateix Artemidor οιονιστής (endeví) que cita Galè en un altre llibre.